# Capsaicina
La capsaicina —8-metil-N-vanillil-6-nonenamida— es una molécula presente en los frutos de algunas  especies del género Capsicum —llamados guindillas en España, ajíes o chiles picantes en Hispanoamérica—. 
Es un irritante y una neurotoxina para los mamíferos, incluido el ser humano, y produce sensación de ardor en cualquier tejido con el que entra en contacto. Aves y peces son insensibles a sus efectos. La capsaicina y varias amidas relacionadas — llamadas capsaicinoides— se producen como metabolitos secundarios en los chiles, probablemente como elementos disuasorios contra los herbívoros y protector frente a hongos.
La capsaicina pura es un compuesto sólido hidrofóbico, incoloro, muy picante, de aspecto cristalino a ceroso.
Se utiliza tópicamente para aliviar el dolor. Actúa como agonista del receptor TRPV y su aplicación repetida puede tener efectos analgésicos a través de la desensibilización del receptor.

## Historia
En el valle de Tehuacán, México, se han encontrado pruebas arqueológicas que revelan que los habitantes consumían chiles desde hace miles de años, aproximadamente entre el 7000 y el 6000 a. C. Con el paso del tiempo, los nativos de Mesoamérica comenzaron a cultivar chiles entre el 5200 y el 3400 a. C., convirtiéndolos en una planta domesticada. Además de su empleo culinario, los chiles también han tenido un largo historial en la medicina tradicional.
En los países ecuatoriales, se consumían chiles en los días calurosos para ayudar a regular la temperatura corporal, ya que su consumo provocaba vasodilatación en la piel y un aumento en la sudoración. Fue después del intercambio entre América y Europa, cuando Cristóbal Colón introdujo los chiles en el Viejo Mundo en 1493. En su registro, los denominó “pimienta roja” debido a su sabor picante similar al de la pimienta blanca y negra de la planta Piper, que era muy apreciada en Europa. A partir de ese momento, el chile se hizo popular en el Viejo Mundo.
La capsaicina, el compuesto responsable del picor del chile, fue aislada por primera vez en 1816 por Christian Friedrich Bucholz en una forma impura. A lo largo de las primeras décadas del siglo XIX, se llevaron a cabo estudios farmacológicos sobre esta sustancia. Los extractos de chiles picantes comenzaron a aparecer en la farmacopea de los Estados Unidos desde 1860, bajo el nombre de “oleorresina capsaicina”, y en Europa se utilizaba un extracto alcohólico llamado “Tinctura capsici” como analgésico tópico.
Fue en 1873 cuando Buchhein y en 1878 cuando Hogyes descubrieron las primeras propiedades farmacológicas del extracto oleoso llamado “capsicol” (capsaicina impura), el cual estimulaba la producción de jugo gástrico. En 1876, Thresh logró obtener una forma casi pura del compuesto y lo denominó “capsaicina”. Finalmente, en 1898, Micko logró aislar la capsaicina de forma pura. En 1919, Nelson identificó la forma empírica del compuesto y definió parcialmente su estructura química. La síntesis original de la capsaicina se logró en 1930 por Spath y Darling.

## Farmacocinética

### Vías de administración
En terapéutica la capsaicina se administran tópicamente y esta es absorbida a través de la piel eficazmente.
En cremas y ungüentos solo el 1-3% del fármaco se absorbe, mientras que en lociones, geles o soluciones la absorción es del 20-30%. Esto se debe a que la capsaicina se solubiliza mejor en solventes como el alcohol isopropílico/agua destilada.
En cada parche de capsaicina al 8% hay un total de 179 mg de capsaicina con 1% de absorción cutánea por cada hora de aplicación.

### Absorción
La capsaicina aplicada tópicamente en seres humanos se absorbe de manera rápida y efectiva a través de la piel. Sin embargo, es poco probable que ocurra una absorción sistémica significativa después de su administración tópica o transdérmica. En un estudio con pacientes que recibieron un parche tópico que contenía 179 mg de capsaicina, se realizó un análisis y se ajustaron las concentraciones plasmáticas de capsaicina utilizando un modelo de un compartimento con absorción de primer orden y eliminación lineal. Se observó una concentración plasmática máxima promedio de 1,86 ng/ml, aunque el valor máximo registrado en cualquier paciente fue de 17,8 ng/ml. Los estudios in vitro han demostrado que la capsaicina puede ser absorbida a través de la piel. La velocidad de absorción en piel humana aislada se encuentra en el rango de 28 a 30 μg/cm²/h. Entre las 4 y 8 horas posteriores a su aplicación tópica, aproximadamente el 50% (8 μg/cm²) de los capsaicinoides son liberados. 

### Distribución
La distribución de la capsaicina es proporcional al área que cubre la aplicación del fármaco.
En la administración por parches la exposición sistémica de la capsaicina es mínima, pues esta llega a tener una concentración de 1,38 ng/mL en plasma inmediatamente después de la remoción del mismo y los niveles se vuelven indetectables después de las 3-6 horas.
Ver Distribución (farmacología)

### Metabolismo y metabolitos
La capsaicina se metaboliza principalmente en el hígado en los seres humanos, donde las enzimas del citocromo P450 desempeñan un papel importante. Durante este proceso, la capsaicina se transforma químicamente en tres compuestos identificados: 16-hidroxicapsaicina, 17-hidroxicapsaicina y 16,17-dihidroxicapsaicina. Se ha observado que la metabolización de la capsaicina por microsomas humanos ocurre en aproximadamente 20 minutos.
En la piel humana, se ha demostrado en estudios in vitro que la biotransformación de la capsaicina es un proceso lento y solo una parte de la sustancia se metaboliza, formando el grupo vanililamina y el grupo ácido vaníllico.
Ver Metabolismo

### Excreción
La capsaicina se elimina principalmente a través de los riñones, y se ha observado en estudios con animales que una pequeña proporción del compuesto sin transformar se excreta en las heces y la orina. Tanto la capsaicina libre como la capsaicina en forma de glucurónido se excretan en el organismo. Estudios in vivo en animales han demostrado que después de 48 horas, solo se encontró una pequeña cantidad, inferior al 10% de la dosis administrada, en las heces.
Ver Eliminación (farmacología)

## Mecanismo de acción

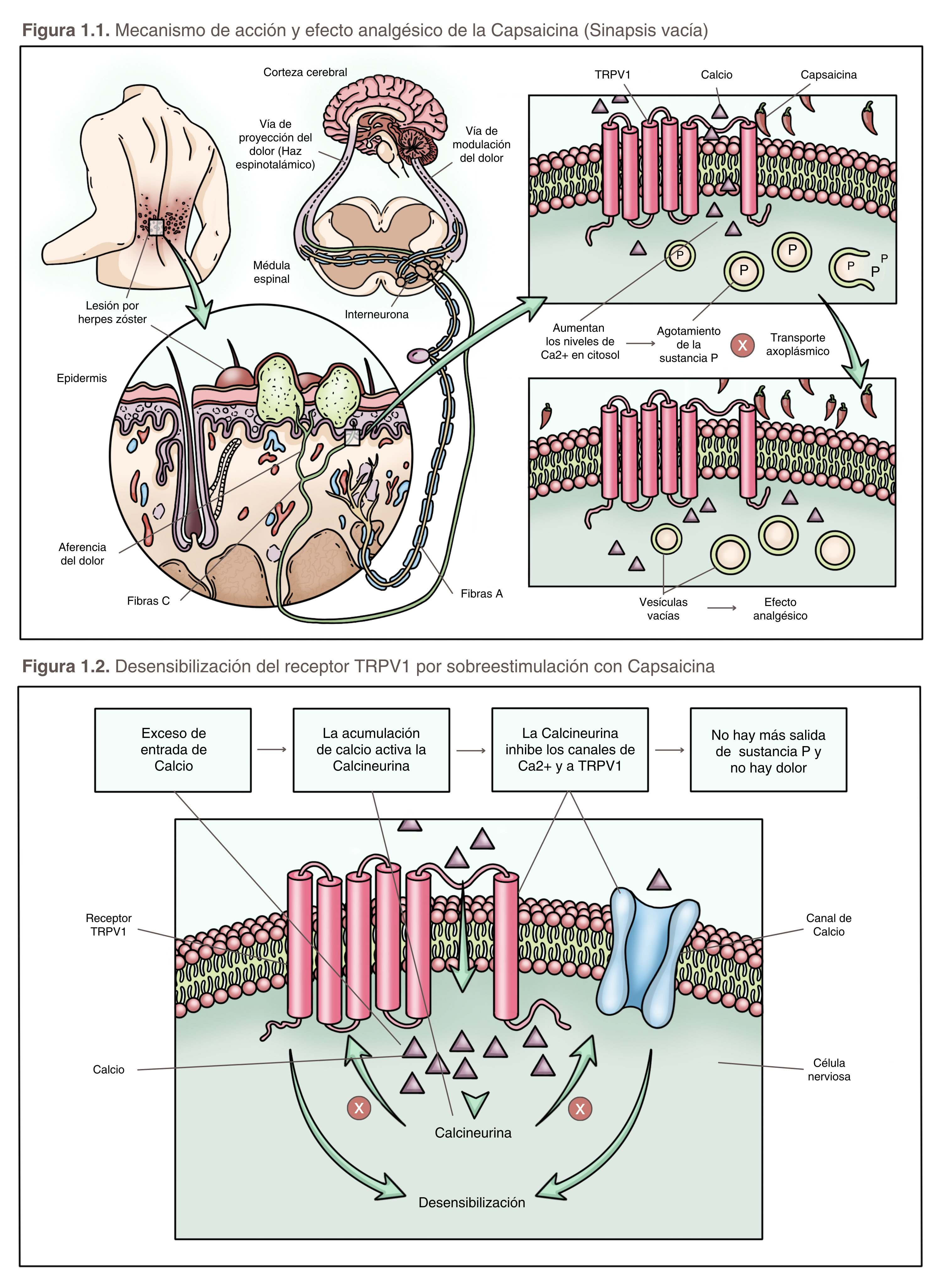

La capsaicina actúa como un agonista del receptor de potencial transitorio vaniloide 1 (TRPV1), que es un canal de cationes no selectivo. El TRPV1 consta de cuatro subunidades con regiones N-terminales, transmembranales y C-terminales. Las subunidades contienen segmentos S1-S4, que son responsables de la detección de voltaje, y segmentos S5-S6, que forman los poros y contienen el sitio de unión a la capsaicina. Este receptor se expresa tanto a nivel central como periférico, principalmente en las fibras C de las neuronas aferentes.
Una vez que la capsaicina se une al receptor TRPV1, se produce un aumento en la permeabilidad de los iones de sodio y calcio, lo que resulta en despolarización e inicio de potenciales de acción. La entrada de calcio desencadena la liberación de péptidos, especialmente la sustancia P y el péptido relacionado con el gen de la calcitonina (CGRP), que son importantes neuromoduladores. Estos péptidos se propagan hacia la médula espinal y el cerebro, lo que causa sensaciones de calor local, ardor y picazón, que son algunos de los principales efectos adversos de la capsaicina
La activación repetida de los receptores TRPV1 puede llevar a la disminución de la sensibilización y al síndrome de sinapsis vacía, debido a que no hay ingreso de señales. Esto conduce a un efecto analgésico. Para lograr este efecto, la capsaicina debe aplicarse tópicamente de 3 a 4 veces al día durante varios días, en concentraciones de 0.025% y 0.075%.

### Efectos farmacológicos
La desfuncionalización de los receptores, es un efecto en la disminución de sensibilidad en las neuronas nociceptivas; esto conlleva a una reducción progresiva de la respuesta inflamatoria, en donde media la inhibición de sustancias proinflamatorias como lL-6, TNF-alfa y prostaglandinas E2.

### Interacciones
A continuación, se referencian fármacos con evidencia del resultado de la interacción con la capsaicina tópica de uso terapéutico que emplea altas dosis de la molécula, difiere de las cantidades en condimentos. No está recomendado su uso junto con otros productos tópicos aplicados en la misma zona (incluso varias horas después de retirar el apósito), para evitar efectos adversos a nivel local.
Ver Interacción farmacológica
| Tabla 1. Medicamentos | Resultados de la interacción |
| Inhibidores de la IECA Benazepril, Enalapril, lisinopril, quinapril, Ramipril (Mínimamente importante en clínica. Minimizar el riesgo; evaluar el riesgo y considerar un fármaco alternativo, tomar medidas para eludir el riesgo de interacción y/o instituir un plan de seguimiento) | Farmacocinética EFECTO: El uso concomitante de inhibidores de la IECA y productos tópicos capsaicinoides puede potenciar la tos asociada con estos agentes individualmente. Sin embargo, la capsaicina sola también puede provocar tos. IMPORTANCIA: La interacción ha sido descrita en términos clínicos, habiéndose comunicado algún caso de pacientes en los que la frecuencia de tos seca se veía aumentada. Se recomienda vigilar la aparición de tos seca y, en caso de agravamiento, valorar la sustitución del tratamiento con capsaicina por otro que no produzca este efecto adverso. MECANISMO: Se ha sugerido una posible irritación local del tracto respiratorio como consecuencia de una acumulación de la sustancia P debido a que es metabolizada parcialmente por los IECA. |
| Cloroprocaína | Farmacodinamia EFECTO: Posible adición de los efectos tóxicos, pudiendo afectar al sistema cardiovascular y SNC. IMPORTANCIA: Aunque no se han reportado casos de esta interacción, los fabricantes advierten que en caso de administración concomitante de diversos anestésicos locales se debe tener cierta precaución debido a que los efectos tóxicos sistémicos son aditivos, pudiendo afectar al sistema cardiovascular y SNC. MECANISMO: Posible sinergismo de los efectos de los anestésicos locales. |

*Estas clasificaciones son solo una guía. La importancia de la interacción farmacológica es particular para cada individuo. Siempre consulte a su médico antes de consumir cualquier medicamento.

## Uso clínico

### Neuralgia postherpética
Se han realizado estudios sobre el uso tópico de capsaicina al 0,025% y al 0,075% en el tratamiento de la neuralgia postherpética. Estos estudios han demostrado cierto alivio del dolor en algunos pacientes, aunque también se han informado efectos secundarios como la sensación de quemazón en el área de aplicación. La capsaicina no parece depender de la edad del paciente, la duración o la ubicación de la neuralgia para obtener una respuesta al tratamiento. Sin embargo, es importante destacar que algunos estudios no han encontrado beneficios significativos en comparación con el placebo.
Es relevante tener en cuenta que estos estudios se basan en evidencia limitada y que el empleo de capsaicina en el tratamiento de la neuralgia postherpética puede variar en cada individuo. Si estás considerando el empleo de capsaicina para tratar la neuralgia postherpética, es recomendable consultar a un médico especialista para obtener una evaluación y orientación adecuadas en tu situación particular.
Se han encontrado artículos que demuestran una reducción del dolor del 29,9% al 36,6% durante 2 semanas a 8 o 12.

### Dolor neuropatico asociado a diabetes.
Varios estudios se han realizado para investigar los efectos de la capsaicina tópica en el tratamiento del dolor neuropático en pacientes con diabetes. En un estudio realizado en 1990, se aplicó crema de capsaicina al 0,075% o placebo durante 4 semanas en pacientes con neuropatía diabética. Se observó cierta mejoría en el grupo tratado con capsaicina, pero los resultados no fueron estadísticamente significativos.
En resumen, sugieren que la aplicación tópica de capsaicina al 0,075% es un tratamiento coadyuvante para el dolor neuropático diabético, mejorando la calidad de vida de los pacientes y su capacidad para llevar a cabo actividades diarias. Sin embargo, se necesitan más investigaciones para confirmar estos hallazgos y explorar la eficacia de concentraciones más bajas de capsaicina en el tratamiento del dolor neuropático diabético.

## Efectos adversos
La exposición a la capsaicina puede producir toxicidad dérmica (hipersensibilidad), ocular e inhalada, llegando a ocasionar afecciones como ardor, conjuntivitis, disconfort abdominal y broncoconstricción, este último asociado a la inhalación de residuos por la remoción o movimiento de prendas en contacto con el fármaco.
En detalle, los efectos adversos locales más comunes ocasionados por la capsaicina son eritemas (63% de los casos), dolor (42% de los casos), ampollas, ardor, irritación, prurito (1-10% de los casos) y urticaria (0.1%-1% de los casos), reacciones localizadas en el área de aplicación, ya que el fármaco es un irritante natural. Así mismo, otros efectos están relacionados con la inhalación involuntaria del fármaco, ocasionando estornudos, tos, irritación (0.1%-1% de los casos) y/o inflamación en la nasofaringe (1-10% de los casos), labios, lengua, o garganta, y dificultad para respirar; lagrimeo e irritación ocular (0.1%-1% de los casos).
También se identificaron en algunos pacientes efectos cardiovasculares como hipertensión (1-10% de los casos), otros poco frecuentes como bloqueo auriculoventricular (AV) de primer grado, taquicardia, palpitaciones, aumento de la presión arterial (0.1-1% de los casos). A nivel gastrointestinal, náuseas (1-10% de los casos); musculoesquelético, dolor en extremidades y espasmos musculares (0.1-1% de los casos); a nivel del sistema nervioso, disgeusia, hipoestesia y sensación de ardor (0.1 %-1 % de los casos) así como dolor de cabeza o mareos; dermatológico, prurito generalizado (0.1%-1% de los casos), olor anormal en la piel, quemaduras de segundo grado y edema periférico. Existen casos de fallecimientos de personas cardiópatas a causa de consumo de alimentos conteniendo una alta concentración de capsaicina llamados alimentos superpicantes.
Si bien la reacción adversa es consecuencia del efecto excitatorio inicial de la capsaicina sobre fibras nerviosas tipo C (periféricas), asociadas a liberación y acumulación de sustancia P en la sinapsis nerviosa, el efecto suele desaparecer por la aplicación consecutiva del fármaco (3-4 veces al día), ya que produce desensibilización nerviosa y evita la acumulación de sustancia P en el área de aplicación.
Si durante los primeros días de tratamiento las sensaciones de picor y hormigueo parecen excesivas o se observan reacciones alérgicas cutáneas como urticaria o ampollas, el tratamiento debe suspenderse.
Con respecto a la toxicidad de la capsaicina, Patowary, et. al., reporta los datos de varios estudios en animales y casos de control que informan respecto a los capsaicinoides que estos poseen algún factor de riesgo para cáncer duodenal, de estómago, hepático, gástrico y de vesícula biliar, así mismo cita a Nagabhushan y Bhide que demostraron que la capsaicina es mutagénica mediante la prueba de Ames.
Para la evaluación de las reacciones adversas (RAM) se tendrán en cuenta los criterios de la CIOSM.
| Tabla 2. Reacciones adversas CAPSAICINA |                            | |
| Sistema implicado                       | Grupo CIOSM                | Tipo de reacción |
| Local (sitio de aplicación)             | Muy frecuentes (10% o más) | Eritema en el lugar de aplicación (63%), dolor en el lugar de aplicación (42%). |
| Local (sitio de aplicación)             | Frecuentes (1 - 10%)       | Prurito en el sitio de aplicación, pápulas en el sitio de aplicación, edema en el sitio de aplicación, hinchazón en el sitio de aplicación, sequedad en el sitio de aplicación. |
| Local (sitio de aplicación)             | Poco frecuentes (0.1 - 1%) | Urticaria en el lugar de aplicación, parestesia en el lugar de aplicación, dermatitis en el lugar de aplicación, hiperestesia en el lugar de aplicación, excoriación en el lugar de aplicación, calor en el lugar de aplicación, anestesia en el lugar de aplicación, hematomas en el lugar de aplicación, inflamación en el lugar de aplicación, exfoliación en el lugar de aplicación. |
| Cardiovascular                          | Frecuentes (1 - 10%)       | Hipertensión. |
| Cardiovascular                          | Poco frecuentes (0.1 - 1%) | Bloqueo auriculoventricular (AV) de primer grado, taquicardia, palpitaciones, aumento de la presión arterial. |
| Dermatológico                           | Poco frecuentes (0.1 - 1%) | Prurito. |
|                                         | Frecuencia no reportada    | Olor anormal de la piel, quemaduras de segundo grado. |
| Respiratorio                            | Frecuentes (1 - 10%)       | Nasofaringitis, bronquitis, sinusitis. |
|                                         | Poco frecuentes (0.1 - 1%) | Tos, irritación de garganta. |
|                                         | Frecuencia no reportada    | Estornudos, disnea , sibilancias, exacerbación del asma, irritación de las membranas mucosas del tracto respiratorio (como irritación nasal y de garganta). |
| Gastrointestinal                        | Frecuentes (1 - 10%)       | Náuseas. |
| Musculoesquelético                      | Poco frecuentes (0.1 - 1%) | Dolor en las extremidades, espasmos musculares. |
| Sistema nervioso                        | Poco frecuentes (0.1 - 1%) | Disgeusia, hipoestesia, sensación de ardor. |
|                                         | Frecuencia no reportada    | Dolor de cabeza, neuropatía sensorial periférica, mareos, disgeusia, hipoestesia. |
| Ocular                                  | Poco frecuentes (0.1 - 1%) | Irritación ocular. |
|                                         | Frecuencia no reportada    | Irritación de las membranas mucosas de los ojos, ojos llorosos. |
| Otro                                    | Frecuencia no reportada    | Edema periférico. |

## Contraindicaciones
No hay datos que avalen la seguridad de capsaicina a dosis terapéutica durante el embarazo en humanos. La capsaicina atraviesa la placenta y puede encontrarse en la leche materna. 
Dosis subcutáneas elevadas de capsaicina no resultaron teratogénicas en ratas. No obstante, existen pruebas de que la capsaicina atraviesa la placenta y ejerce un efecto tóxico sobre los nervios periféricos de los fetos, causando una amplia disminución de la sustancia P de las fibras nerviosas inmunorreactivas del asta dorsal de la médula espinal. La administración prenatal en ratas de dosis subcutáneas elevadas de capsaicina (50 mg/kg) provocó defectos neuronales funcionales; además, el tratamiento neonatal retrasó el crecimiento corporal y la maduración sexual, redujo la frecuencia del apareamiento y el número de gestaciones.

## Sobredosis
La sobredosificación con capsaicina tópica es altamente improbable. Sin embargo, en casos raros de toxicidad sistémica, los síntomas pueden incluir desorientación, miedo, pérdida de control motor, disminución de la coordinación, hiperventilación, taquicardia y edema pulmonar. Ante cualquier síntoma que ponga en peligro la vida, se recomienda una descontaminación temprana y buscar atención médica de inmediato. En caso de contacto con capsaicina, se debe alejar a la persona de la fuente de exposición y lavar la piel y las membranas mucosas afectadas con abundante agua con sal.

## Presentaciones
La mayoría de los fármacos que contienen capsaicina se administran tópicamente y esta es absorbida a través de la piel eficazmente.
Entre las presentaciones más comunes está la crema, lociones, ungüentos, parches y geles
Dependiendo de la concentración de capsaicina, y la presentación, así mismo es el éxito en la absorción.
| Tabla 3. Preparaciones de capsaicina |                                                                |                                                                |                                                                |                                                                |                                                                |                                                                |
|                                      | Crema                                                          | Líquido                                                        | Ungüento                                                       | Parche de baja concentración                                   | Parche de alta concentración                                   | gel                                                            |
| Concentraciones                      | 0,025- 0,1%                                                    | 0,025-0,1%                                                     | 0,025- 0,1%                                                    | 0,025-0,1%                                                     | 8%                                                             | 0,025-0,1%                                                     |
| Indicaciones                         | Neuralgia posherpética. Neuropatía diabética Artritis mialgias | Neuralgia posherpética. Neuropatía diabética Artritis mialgias | Neuralgia posherpética. Neuropatía diabética Artritis mialgias | Neuralgia posherpética. Neuropatía diabética Artritis mialgias | Neuralgia posherpética. Neuropatía diabética Artritis mialgias | Neuralgia posherpética. Neuropatía diabética Artritis mialgias |

## Uso veterinario
En el ámbito veterinario, la capsaicina también ha encontrado aplicaciones en ciertos casos. Aquí hay algunas áreas en las que se ha utilizado:
- Analgesia local: La capsaicina se puede utilizar en formulaciones tópicas para aliviar el dolor en ciertos trastornos músculo-esqueléticos en animales, como artritis, espolones óseos o lesiones de tejidos blandos. Al aplicarse en la piel o las articulaciones afectadas, puede ayudar a reducir la sensación de dolor al inhibir la transmisión de las señales de dolor.
- Control de plagas: En la agricultura y la ganadería, la capsaicina se ha empleado como un agente repelente para controlar las plagas. Algunos estudios han investigado su efectividad para repeler aves y mamíferos, como aves depredadoras que pueden dañar los cultivos o animales salvajes que se acercan a las zonas de pastoreo.

Es importante destacar que el uso de capsaicina en animales debe ser supervisado y prescrito por un veterinario, ya que la dosificación y la forma de aplicación pueden variar según el caso. Además, cada especie animal puede tener diferentes niveles de tolerancia y sensibilidad a la capsaicina, por lo que es fundamental consultar con un profesional antes de utilizarla en un animal específico.

## Tratamiento del picor inducido por capsaicina
La capsaicina está compuesta por moléculas no polares que solo pueden disolverse con moléculas del mismo tipo.
El recurso más conocido para contrarrestar sus efectos es el consumo de productos lácteos, como la leche. Estos productos contienen Caseína, una fosfoproteína que neutraliza y evita la propagación del picor causado por la capsaicina. Aunque la opción más común es beber un vaso de leche, también son muy útiles el yogur, la mantequilla, la nata y el queso cremoso.
En un estudio comparativo de diferentes sustancias para neutralizar la sensación de picor causada por la capsaicina, se incluyeron agua, coca-cola, agua carbonatada, leche entera, leche deslactosada y cerveza sin alcohol. Se demostró que todas estas opciones son eficaces para aliviar la sensación de picor, pero la leche resultó ser la más efectiva debido a su alto contenido de grasa.